# Детское Евровидение — 2022
Конкурс песни «Детское Евровидение — 2022» (англ. Junior Eurovision Song Contest 2022, арм. Մանկական Եվրատեսիլ 2022 երգի մրցույթ) — 20-й юбилейный конкурс песни «Детское Евровидение», который прошел в Ереване (Армения) после победы Малены с песней «Qami Qami» на конкурсе 2021 года, проходившем в Париже (Франция). Организацией конкурса занимались Европейский вещательный союз (ЕВС) и принимающая конкурс телевещательная компания ARMTV. Этот конкурс стал вторым по счёту, который прошел в Армении, первый из которых — конкурс 2011 года.
Лисандро из Франции выиграл конкурс с песней «Oh Maman!», получив 203 балла, в то время как хозяйка этого конкурса, Армения, заняла второе место со 180 баллами, а Грузия — третье со 161 баллами.

## Место проведения

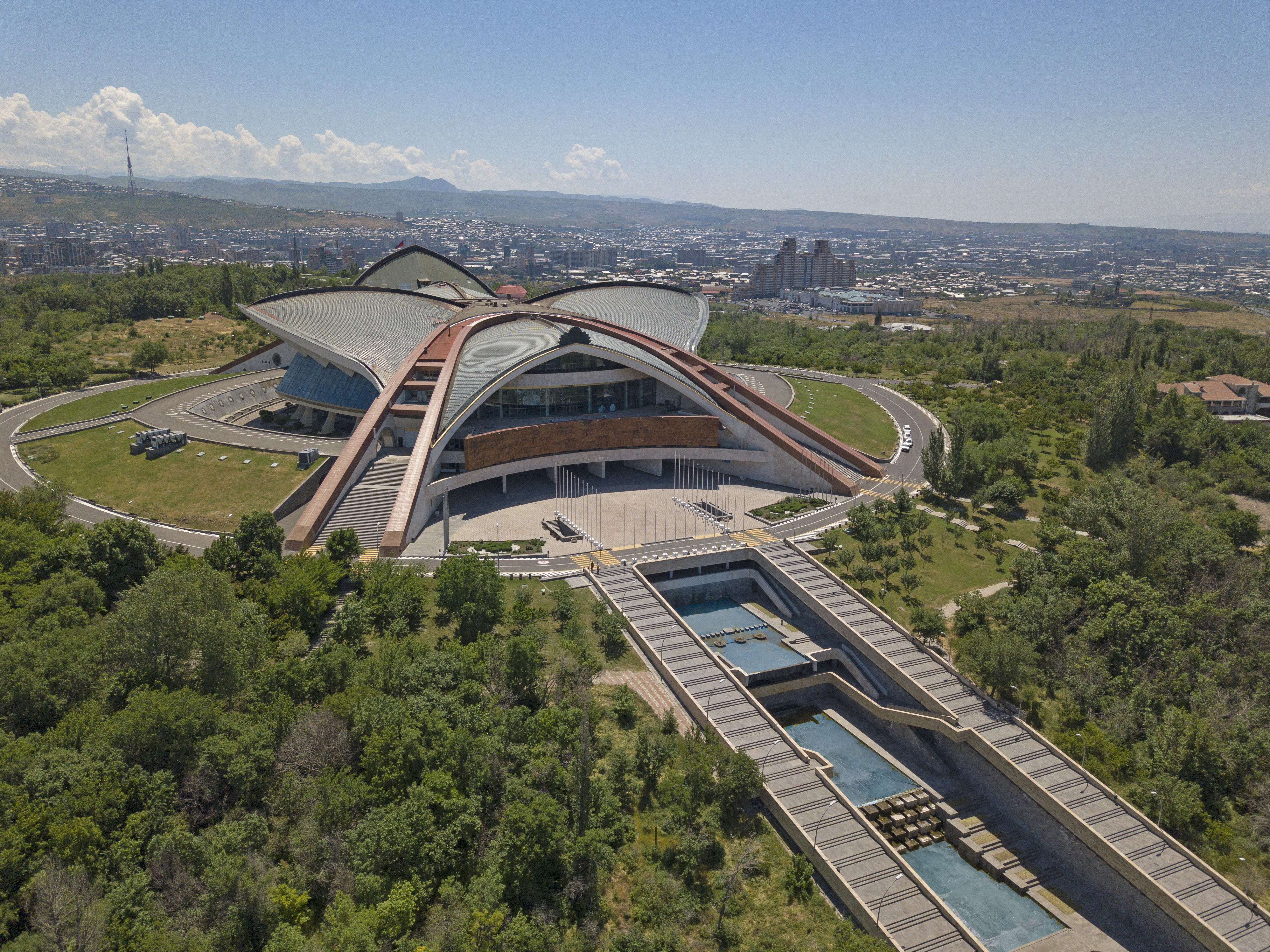
«Спортивно-концертный комплекс имени Карена Демирчяна», место проведения конкурса 2011 и 2022 годов.

### Выбор города-организатора
В отличие от конкурса песни «Евровидение», страна-победительница «Детского Евровидения» не имела автоматических прав на проведение следующего конкурса. В 2014—2017 годах страна-победительница могла провести конкурс или отказаться от его проведения — в 2015 году Италия отказалась проводить конкурс, дав возможность Болгарии провести его. 15 октября 2017 года Европейский вещательный союз (ЕВС) объявил о продлении этой системы, заявив, что она поможет предоставить организаторам больше времени для подготовки.
21 декабря 2021 года ЕВС подтвердил, что страна-победительница конкурса 2021 года Армения примет конкурс 2022 года.
21 февраля 2022 года было официально подтверждено, что конкурс пройдет в столице Армении — Ереване.

## Участники
26 сентября 2022 года было объявлено, что 16 стран примут участие в «Детском Евровидении — 2022». Великобритания вернулась на конкурс, в то время как Азербайджан, Болгария и Германия отказались от участия по разным причинам, а Россия была исключена из ЕВС, что делает её участие в конкурсе невозможным.
| №  | Страна                   | Исполнитель              | Песня                                       | Перевод                  | Язык                      | Жюри | Зрители | Баллы | Место |
| -- | ------------------------ | ------------------------ | ------------------------------------------- | ------------------------ | ------------------------- | ---- | ------- | ----- | ----- |
| 1  | Нидерланды               | Луна                     | «La Festa»                                  | «Праздник»               | Нидерландский, английский | 58   | 70      | 128   | 7     |
| 2  | Польша                   | Лаура                    | «To the Moon»                               | «На луну»                | Польский, английский      | 42   | 53      | 95    | 10    |
| 3  | Казахстан                | Давид Чарлин             | «Jer-Ana (Mother Earth)» (Жер-Ана)          | «Мать-Земля»             | Казахский, английский     | 5    | 42      | 47    | 15    |
| 4  | Мальта                   | Гайя Гамбуцца            | «Diamonds in the Skies»                     | «Бриллианты в небесах»   | Английский                | 10   | 33      | 43    | 16    |
| 5  | Италия                   | Шанель Дилекта           | «Bla Bla Bla»                               | —                        | Итальянский, английский   | 42   | 53      | 95    | 11    |
| 6  | Франция                  | Лисандро                 | «Oh Maman!»                                 | «Ой, мама!»              | Французский               | 132  | 71      | 203   | 1     |
| 7  | Албания                  | Кейтлин Гьята            | «Pakëz Diell»                               | «Немного солнца»         | Албанский                 | 51   | 43      | 94    | 12    |
| 8  | Грузия                   | Мариам Бигвава           | «I Believe»                                 | «Я верю»                 | Грузинский, английский    | 114  | 47      | 161   | 3     |
| 9  | Ирландия                 | Софи Леннон              | «Solas»                                     | «Свет»                   | Ирландский                | 88   | 62      | 150   | 4     |
| 10 | Северная Македония       | Лара и Ирина feat. Йован | «Životot E Pred Mene» (Животот е пред мене) | «Моя жизнь впереди меня» | Македонский, английский   | 12   | 42      | 54    | 14    |
| 11 | Испания                  | Карлос Ихес              | «Sеñorita»                                  | «Девушка»                | Испанский                 | 59   | 78      | 137   | 6     |
| 12 | Великобритания           | Фрейя Скай               | «Lose My Head»                              | «Теряю голову»           | Английский                | 66   | 80      | 146   | 5     |
| 13 | Португалия               | Николас Алвес            | «Anos 70»                                   | «70-е годы»              | Португальский             | 51   | 70      | 121   | 8     |
| 14 | Сербия                   | Катарина Савич           | «Svet Bez Granica» (Свет без граница)       | «Мир без границы»        | Сербский                  | 41   | 51      | 92    | 13    |
| 15 | Армения (страна-хозяйка) | Наре                     | «Dance!»                                    | «Танцуй!»                | Армянский, английский     | 110  | 70      | 180   | 2     |
| 16 | Украина                  | Злата Дзюнька            | «Nezlamna (Unbreakable)» (Незламна)         | «Несокрушимая»           | Украинский, английский    | 47   | 64      | 111   | 9     |

## Другие участники
Чтобы страна имела право на потенциальное участие в конкурсе, она должна быть активным членом Европейского вещательного союза (ЕВС).

### Возвращение
- Великобритания — 25 августа 2022 года, британский телевещатель BBC объявил, что Великобритания примет участие на «Детском Евровидении» впервые с 2005 года[8].

### Несостоявшийся дебют

#### Активные члены ЕВС
- Австрия — Австрийский телевещатель «ORF» подтвердил, что страна не дебютирует на «Детском Евровидении» в этом году[9].
- Исландия — Несмотря на то, что исландская телекомпания отправляла делегацию на конкурс 2021 года, а также транслировала его (с задержкой в 2 часа 45 минут)[10], имевший 96 % рейтинг[11], телевещатель «RÚV» подтвердил, что они не дебютируют на конкурсе в этом году, но продолжат наблюдать за его проведением[12].
- Финляндия — Тейя Рантала, руководитель отдела детских программ финского телевещателя «Yle», заявила, что телевещатель не планирует принимать участие в конкурсе «Детское Евровидение» из-за того, что они «не хотят создавать новых детей-звёзд или чувствовать себя комфортно с детьми, соревнующимися в таких шоу»[13].
- Чехия — Ахмад Халлун, пресс-секретарь чешского телевещателя «ČT», в своём Twitter-аккаунте подтвердил, что Чехия не дебютирует на «Детском Евровидении» в этом году[14].
- Эстония — Эстонский телевещатель «ERR» подтвердил, что они не дебютируют на «Детском Евровидении» в этом году из-за финансовых ограничений, но не исключает дебюта страны на конкурсе в будущем[15].

### Отказ

#### Активные члены ЕВС
- Азербайджан — Несмотря на то, что в январе 2022 года Эльдар Расулов, член азербайджанской делегации, заявил, что «страна должна участвовать, независимо от того, где конкурс проводится», в ответ на слухи о том, что они могут отказаться от участия в предстоящем конкурсе в Армении[16]. В итоге страна не вошла в официальный список стран-участниц этого конкурса[4].
- Бельгия — Бельгийский телевещатель «VRT» подтвердил, что они не вернутся на «Детское Евровидение» в этом году, потому что их детский телеканал «Ketnet» решил сделать акцент на местные конкурсы[17].
- Болгария — Несмотря на то, что различные источники сообщали о том, что Болгария будет участвовать в «Детском Евровидении — 2022»[18][19], страна в итоге не вошла в список стран-участниц этого конкурса[4].
- Германия — 2 августа 2022 года, немецкий телевещатель «KiKa» подтвердил, что Германия не будет принимать участие в «Детском Евровидении — 2022» из-за ограничений на поездки, введённых правительством Германии[20].
- Греция — Греческий телевещатель «ERT» подтвердил, что они не вернутся на «Детское Евровидение» в этом году[21].
- Дания — 24 мая 2022 года, датский телевещатель «DR» подтвердил ESCPlus, что они не вернутся на «Детское Евровидение» в этом году[22].
- Израиль — Израильский телевещатель «IPBC» подтвердил Eurofestivales, что они не вернутся на «Детское Евровидение» в этом году, так как вещатель сосредоточен на «Евровидении»[23].
- Кипр — Киприотский телевещатель «CyBC» подтвердил Eurofestivales, что они не вернутся на «Детское Евровидение» в этом году[24].
- Латвия — Эдгар Балиньш, руководитель пресс-службы латвийского телевещателя «LTV», заявил, что телевещатель не вернётся на «Детское Евровидение» в этом году и не планирует участвовать в нём в ближайшее время[25].
- Литва — 25 мая 2022 года, литовский телевещатель «LRT» подтвердил ESCXTRA.com, что они не вернутся на «Детское Евровидение» в этом году[26].
- Молдова — Виталий Кожокару, пресс-секретарь молдавского телевещателя «TRM», заявил, что телевещатель не вернётся на «Детское Евровидение» в этом году, но не исключает возвращения страны на конкурс в будущем[27].
- Норвегия — Норвежский телевещатель «NRK» подтвердил, что они не вернутся на «Детское Евровидение» в этом году[9].
- Румыния — Румынский телевещатель «TVR» подтвердил ESCPlus, что они не вернутся на «Детское Евровидение» в этом году[28].
- Сан-Марино — 15 июня 2022 года, сан-маринский телевещатель «SMRTV» подтвердил, что страна не вернётся на конкурс 2022 года[29].
- Словения — Несмотря на то, что словенский телевещатель «RTVSLO» рассматривал возможность возвращения конкурс, вещатель позднее подтвердил, что они не вернутся на «Детское Евровидение» в этом году, так как участие в конкурсе не предусмотрено в их плане программ[30].
- Уэльс — Валлийский телевещатель «S4C» подтвердил в своём Twitter-аккаунте, что Уэльс не примет участие на «Детском Евровидении» в этом году и не дебютирует на конкурсе молодых музыкантов «Евровидение-2022»[31].
- Черногория — Черногорский телевещатель «RTCG» подтвердил Eurofestivales, что они не вернутся на «Детское Евровидение» в этом году из-за нехватки средств и сосредоточенности на «Евровидении»[32].
- Швейцария — Немецкоязычный телевещатель «SRF»[33] и италоязычный телевещатель «RSI»[34] подтвердили, что Швейцария не вернётся на «Детское Евровидение» в этом году.
- Швеция — Шведский телевещатель «SVT» подтвердил, что они не вернутся на «Детское Евровидение» в этом году[35].

#### Ассоциированные члены ЕВС
- Австралия — В апреле 2022 года, австралийский телевещатель «ABC» подтвердил, что они не будут принимать участие в конкурсе 2022 года и что страна будет участвовать только в том случае, если другой телевещатель страны «SBS» согласится принять участие[36]. Однако 4 августа 2022 года телевещатель «SBS» подтвердил, что они не будут участвовать в конкурсе этого года, так как у них нет планов транслировать «Детское Евровидение» в этом году[37].

#### Бывшие члены ЕВС
- Россия — Изначально 15 февраля 2022 года Академия Игоря Крутого открыла приём заявок на участие в национальном отборочном туре, чтобы представить Россию на «Детском Евровидении»[38]. Однако позже, 30 июня, приём заявок прекратился из-за выхода российских вещателей из Европейского вещательного союза[39][40], что сделало невозможным участие страны в конкурсе.

## Таблица результатов
| Баллы жюри/онлайн-голосование | Баллы жюри/онлайн-голосование | Баллы жюри/онлайн-голосование | Баллы жюри/онлайн-голосование       | Баллы жюри/онлайн-голосование |
| Место                         | Жюри                          | Баллы                         | Онлайн-голосование                  | Баллы                         |
| ----------------------------- | ----------------------------- | ----------------------------- | ----------------------------------- | ----------------------------- |
| 1                             | Франция                       | 132                           | Великобритания                      | 80                            |
| 2                             | Грузия                        | 114                           | Испания                             | 78                            |
| 3                             | Армения                       | 110                           | Франция                             | 71                            |
| 4                             | Ирландия                      | 88                            | - Армения - Нидерланды - Португалия | 70                            |
| 5                             | Великобритания                | 66                            | - Армения - Нидерланды - Португалия | 70                            |
| 6                             | Испания                       | 59                            | - Армения - Нидерланды - Португалия | 70                            |
| 7                             | Нидерланды                    | 58                            | Украина                             | 64                            |
| 8                             | Албания                       | 51                            | Ирландия                            | 62                            |
| 9                             | Португалия                    | 51                            | - Италия - Польша                   | 53                            |
| 10                            | Украина                       | 47                            | - Италия - Польша                   | 53                            |
| 11                            | Польша                        | 42                            | Сербия                              | 51                            |
| 12                            | Италия                        | 42                            | Грузия                              | 47                            |
| 13                            | Сербия                        | 41                            | Албания                             | 43                            |
| 14                            | Северная Македония            | 12                            | - Казахстан - Северная Македония    | 42                            |
| 15                            | Мальта                        | 10                            | - Казахстан - Северная Македония    | 42                            |
| 16                            | Казахстан                     | 5                             | Мальта                              | 33                            |

| Порядок голосования: 100% жюри 100% онлайн-голосование | Порядок голосования: 100% жюри 100% онлайн-голосование | Итого | Онлайн-голосование | Нидерланды | Польша | Казахстан | Мальта | Италия | Франция | Албания | Грузия | Ирландия | Северная Македония | Испания | Великобритания | Португалия | Сербия | Армения | Украина |
| Порядок голосования: 100% жюри 100% онлайн-голосование | Порядок голосования: 100% жюри 100% онлайн-голосование |       |                    |            |        |           |        |        |         |         |        |          |                    |         |                |            |        |         |         |
| Участники                                              | Нидерланды                                             | 128   | 70                 |            |        | 3         | 8      |        | 3       | 7       |        | 4        | 3                  | 8       | 7              |            | 6      | 6       | 3       |
| Участники                                              | Польша                                                 | 95    | 53                 | 2          |        |           | 5      | 5      |         | 8       |        | 3        | 4                  | 2       |                |            |        | 7       | 6       |
| Участники                                              | Казахстан                                              | 47    | 42                 |            |        |           |        | 4      | 1       |         |        |          |                    |         |                |            |        |         |         |
| Участники                                              | Мальта                                                 | 43    | 33                 |            |        |           |        |        |         | 1       |        |          |                    | 5       |                |            |        | 3       | 1       |
| Участники                                              | Италия                                                 | 95    | 53                 |            |        | 4         | 2      |        | 2       | 12      | 12     |          |                    |         |                | 6          | 3      | 1       |         |
| Участники                                              | Франция                                                | 203   | 71                 | 12         | 5      | 8         |        | 12     |         | 10      | 10     | 12       | 10                 | 6       | 10             | 12         | 10     | 10      | 5       |
| Участники                                              | Албания                                                | 94    | 43                 |            | 6      | 6         | 7      | 3      | 8       |         | 4      | 7        |                    |         | 4              | 1          | 5      |         |         |
| Участники                                              | Грузия                                                 | 161   | 47                 | 8          | 12     | 7         | 6      | 10     | 5       | 2       |        | 2        | 8                  | 10      | 5              | 10         | 7      | 12      | 10      |
| Участники                                              | Ирландия                                               | 150   | 62                 | 7          | 10     |           | 12     | 6      | 10      |         | 2      |          | 7                  | 3       | 6              | 4          | 12     | 2       | 7       |
| Участники                                              | Северная Македония                                     | 54    | 42                 | 1          |        |           |        |        |         |         |        | 5        |                    |         |                |            | 4      |         | 2       |
| Участники                                              | Испания                                                | 137   | 78                 | 3          | 1      | 2         | 10     | 1      | 4       | 4       | 1      | 1        | 5                  |         | 12             | 2          | 1      | 8       | 4       |
| Участники                                              | Великобритания                                         | 146   | 80                 | 6          | 3      | 1         | 1      | 8      | 7       | 6       | 8      |          | 2                  | 4       |                | 3          |        | 5       | 12      |
| Участники                                              | Португалия                                             | 121   | 70                 | 4          | 4      | 5         |        | 7      | 6       |         | 7      |          | 6                  | 7       | 1              |            |        | 4       |         |
| Участники                                              | Сербия                                                 | 92    | 51                 | 10         | 8      |           |        | 2      |         |         | 3      | 8        | 1                  | 1       | 3              | 5          |        |         |         |
| Участники                                              | Армения                                                | 180   | 70                 | 5          | 2      | 12        | 4      |        | 12      | 5       | 5      | 10       | 12                 | 12      | 8              | 7          | 8      |         | 8       |
| Участники                                              | Украина                                                | 111   | 64                 |            | 7      | 10        | 3      |        |         | 3       | 6      | 6        |                    |         | 2              | 8          | 2      |         |         |

### Количество высших оценок от жюри
| Кол-во | Страна         | Страна, давшая 12 баллов                        |
| ------ | -------------- | ----------------------------------------------- |
| 4      | Армения        | Испания, Казахстан, Северная Македония, Франция |
| 4      | Франция        | Ирландия, Италия, Нидерланды, Португалия        |
| 2      | Грузия         | Армения, Польша                                 |
| 2      | Ирландия       | Мальта, Сербия                                  |
| 2      | Италия         | Албания, Грузия                                 |
| 1      | Великобритания | Украина                                         |
| 1      | Испания        | Великобритания                                  |

## Голосование и трансляция

### Глашатаи
1. Нидерланды — Ральф Макенбах (победитель конкурса в 2009 году)[41]
2. Польша — Вики Габор (победительница конкурса в 2019 году)[42]
3. Казахстан — Алаш
4. Мальта — Гайя Кауки (победительница конкурса в 2013 году)[43]
5. Италия — Винченцо Кантьелло (победитель конкурса в 2014 году)[44]
6. Франция — Валентина (победительница конкурса в 2020 году)[45]
7. Албания — Мариам Гваладзе (победительница конкурса в 2011 году в составе Candy)
8. Грузия — Нико Каджая (представитель Грузии в 2021 году)[46]
9. Ирландия — Холли Леннон
10. Северная Македония — Мариам Мамадашвили (победительница конкурса в 2016 году)[47]
11. Испания — Хуан Диего Альварес[48]
12. Великобритания — Табита
13. Португалия — Эмили Алвес[49]
14. Сербия — Петар Аничич (представитель Сербии в 2020 году)[50]
15. Армения — Малена (победительница конкурса в 2021 году)[51]
16. Украина — Микола Олийник[47]

### Трансляция и комментаторы
| Страна             | Канал(-ы)                                                                                             | Комментатор(-ы)                                                          | Ист.                 |
| ------------------ | --- | ------------------------------------------------------------------------ | -------------------- |
| Албания            | RTSH 1, RTSH Muzikë, Radio Tirana 1                                                                   | Андри Джаху                                                              | [ 52 ]               |
| Армения            | Армения 1                                                                                             | Гамлет Аракелян и Грачуи Утмазян                                         | [ 53 ]               |
| Великобритания     | CBBC, BBC One                                                                                         | Лорен Лэйфилд и HRVY                                                     | [ 8 ] [ 54 ]         |
| Грузия             | 1TV                                                                                                   | Ника Лобланидзе                                                          | [ 55 ] [ 56 ]        |
| Ирландия           | TG4                                                                                                   | Шинейд Ни Уаллахайн                                                      | [ 57 ]               |
| Испания            | La 1, TVE Internacional, TVE 4K                                                                       | Тони Агуилар и Хулия Варела                                              | [ 58 ]               |
| Италия             | Rai 1                                                                                                 | Марио Акампа, Франческа Фиальдини, Розанна Ваудетти и Джильола Чинкветти | [ 59 ] [ 60 ] [ 61 ] |
| Казахстан          | Хабар                                                                                                 | Калдыбек Жайсанбай, Махаббат Эсен                                        | [ 62 ]               |
| Мальта             | TVM                                                                                                   | Без комментатора                                                         | [ 63 ]               |
| Нидерланды         | NPO 3                                                                                                 | Барт Аренс и Мэтью Хинзен                                                | [ 64 ] [ 65 ]        |
| Польша             | TVP1, TVP Polonia, TVP ABC                                                                            | Александр Сикора                                                         | [ 66 ] [ 67 ]        |
| Португалия         | RTP1, RTP África, RTP Internacional, RTP Internacional América, RTP Internacional Ásia, Rádio Zig Zag | Нуно Галопим и Иоланда Феррейра                                          | [ 68 ] [ 69 ] [ 63 ] |
| Северная Македония | МРТ 1                                                                                                 | Эли Танасковска                                                          | [ 63 ]               |
| Сербия             | РТС 2, РТС Свет                                                                                       | Кристина Раденкович                                                      | [ 70 ] [ 63 ]        |
| Украина            | Суспiльне Культура                                                                                    | Тимур Мирошниченко                                                       | [ 71 ]               |
| Франция            | France 2                                                                                              | Стефан Берн и Карла Лаззари                                              | [ 72 ] [ 73 ]        |

| Страна   | Вещатель(-и) | Комментатор(-ы)           | Ист.          |
| -------- | ------------ | ------------------------- | ------------- |
| Германия | KiKa         | Константин Цёллер (Конси) | [ 20 ] [ 74 ] |

## Аудитория конкурса
В представленной ниже таблице, указана информация об аудитории конкурса по странам:
| Страна         | Аудитория | Доля        | Ист.   |
| -------------- | --------- | ----------- | ------ |
| Великобритания | 700,000   | неизвестно  | [ 75 ] |
| Германия       | 170,000   | 2,1%        | [ 76 ] |
| Ирландия       | 15,300    | 2,1%        | [ 77 ] |
| Испания        | 1,183,000 | 10,1%       | [ 78 ] |
| Италия         | 1,523,000 | 11,7%       | [ 79 ] |
| Нидерланды     | 279,000   | 1,7%        | [ 80 ] |
| Польша         | 2,100,000 | 15,1%       | [ 81 ] |
| Португалия     | 319,400   | 3,4% и 8,8% | [ 82 ] |
| Сербия         | 32,503    | 1,25%       | [ 83 ] |
| Франция        | 1,110,000 | 8,9%        | [ 84 ] |

## Национальные отборы
| Страна     | Отбор                                                                          | Дата проведения  | Победитель      |
| ---------- | ------------------------------------------------------------------------------ | ---------------- | --------------- |
| Албания    | «Junior Fest 2022»                                                             | 25 октября 2022  | Кейтлин Гьята   |
| Грузия     | «Ranina 2022»                                                                  | 18 июня 2022     | Мариам Бигвава  |
| Ирландия   | «Junior Eurovision Éire 2022»                                                  | 23 октября 2022  | Софи Леннон     |
| Мальта     | «Malta Junior Eurovision Song Contest 2022»                                    | 2 октября 2022   | Гайя Гамбуцца   |
| Нидерланды | «Junior Songfestival 2022»                                                     | 24 сентября 2022 | Луна Сабелла    |
| Польша     | «Szansa na Sukces. Eurowizja Junior 2022»                                      | 25 сентября 2022 | Лаура Бончкевич |
| Украина    | «Національний відбір на участь у Дитячому пісенному конкурсі Євробачення 2022» | 18 сентября 2022 | Злата Дзюнька   |

### Комментарии
1. ↑  В песне содержатся три повторяющиеся фразы на итальянском языке.
2. ↑  В песне содержится фраза на английском языке.
3. ↑  В песне содержатся три повторяющиеся фразы на английском языке.
4. ↑  В песне используется бразильский вариант португальского языка.
5. ↑  Страна не участвовала в конкурсе.
6. 1 2  Только участник